# Coatl Facula
La Coatl Facula è una struttura geologica della superficie di Mercurio.